# Prelà
Prelà é uma comuna italiana da região da Ligúria, província de Impéria, com cerca de 480 habitantes. Estende-se por uma área de 15 km², tendo uma densidade populacional de 32 hab/km². Faz fronteira com Borgomaro, Carpasio, Dolcedo, Montalto Ligure, Vasia.

## Demografia
| Variação demográfica do município entre 1861 e 2011                               |
|                                                                                   |
| Fonte: Istituto Nazionale di Statistica (ISTAT) - Elaboração gráfica da Wikipedia |

## Cidades-irmãs
- Châteauneuf-Grasse, França (2005)